# Olle Leth
Olle Leth, egentligen Olof Lennart Leth, född 29 juli 1921 i Stockholm, död 26 april 2003, var en svensk polis och skådespelare.
Leth var polis till yrket spelade också rollen som sådan i samtliga filmer han medverkade i. Han debuterade 1968 i Bamse och kom att medverka i sammanlagt sju filmer fram till och med 1975. Leth ansvarade under lång tid för skolpolisverksamheten i Stockholm. Han ligger begravd på Skogskyrkogården i Stockholm.

## Filmografi
- 1968 – Bamse – en polis
- 1968 – Agent 0,5 och kvarten – fattaruväl! – poliskommissarien
- 1969 – Mej och dej – svensk polis
- 1969 – Skottet – kriminalkonstapel
- 1973 – Anderssonskans Kalle i busform – polismästaren
- 1974 – Rännstensungar – poliskonstapel
- 1975 – Maria – civilpolis